# Ken Maginnis, Baron Maginnis of Drumglass
Kenneth Wiggins Maginnis, Baron Maginnis of Drumglass (* 21. Januar 1938) ist ein nordirischer Politiker, ehemaliges Mitglied der Ulster Unionist Party, der Mitglied des House of Lords ist. Er war von 1983 bis 2001 Abgeordneter im House of Commons.

## Biografie
Maginnis ging auf die Royal School Dungannon und das Stranmillis College in Belfast. Er arbeitete mehrere Jahre lang als Lehrer und trat 1971 in das Ulster Defence Regiment der British Army ein. 1981 verließ er die Armee im Range eines Majors. Er wurde Sprecher für Innere Sicherheit und Verteidigung der Ulster Unionists und wurde im gleichen Jahr in die Regionalversammlung des Dungannon Districts gewählt, wo er 12 Jahre saß, bis er seinen Sitz 1993 verlor.

### Parlamentsabgeordneter
1982 wurde er in die Northern Ireland Assembly gewählt. Bei den Britischen Unterhauswahlen 1983 gewann er einen Sitz im House of Commons. Zwei Jahre später legte er gemeinsam mit all seinen Unionist-Kollegen seinen Sitz aus Protest gegen das Anglo-Irische Abkommen nieder. Er setzte seinen Protest fort, indem er sich weigerte, seine Kfz-Steuer zu zahlen, was ihm 1987 eine siebentägige Haftstrafe einbrachte.
Er war starker Unterstützer des Karfreitagsabkommens. Er verlor seinen Sitz im House of Commons bei den Britischen Unterhauswahlen 2001 und wurde im gleichen Jahr als Baron Maginnis of Drumglass, of Carnteel in the County of Tyrone, zum Life Peer erhoben und wurde dadurch Mitglied des House of Lords. Im House of Lords saß er für die Ulster Unionist Party.

### Ratsherr
2001 wurde er erneut Ratsherr im Borough Council von Dungannon and South Tyrone. Bei der Wahl 2005 verlor er diesen Sitz wieder.

### Politische Ansichten
Maginnis gehört zum sozialliberalen Flügel der UUP gemeinsam mit Lady Hermon. Er ist eines von nur drei Parlamentsmitgliedern der Ulster Unionist Party der nie Mitglied des Oranier-Ordens war. Er gehörte aber den Apprentice Boys of Derry an.
Ken Maginnis löste eine heftige Kontroverse aus, als er im Juni 2012 in einem BBC-Interview Homosexualität mit Bestialität gleichsetzte. Lord Maginnis sagte, er sei gegen die Homoehe, da diese „unnatürlich“ sei und seiner Meinung nach solle die Gemeinschaft nicht etwas einführen, das unnatürlich sei. Der Parteiführer Mike Nesbitt betonte, dass dies eine Privatmeinung und nicht der Standpunkt der Partei sei. Auch GLBT-Gruppen kritisierten ihn heftig.
Im Juni wurde der UUP Whip vom Parteiführer Mike Nesbitt wegen seiner homophoben Äußerungen seines Amtes enthoben. Maginnis trat daraufhin am 28. August 2012 aus der Partei aus.